# Bellechasse (ancienne circonscription fédérale)
Pour les articles homonymes, voir Bellechasse (homonymie).
Circonscription électorale fédérale du Canada
Bellechasse est une circonscription électorale fédérale de la région de Chaudière-Appalaches au Québec. Elle fut représentée de 1867 à 1997.

## Historique
C'est l'Acte de l'Amérique du Nord britannique de 1867 qui créa ce qui fut appelé le district électoral de Bellechasse. En 1966, une partie de la circonscription de Dorchester fut greffée à la circonscription. Abolie en 1996, elle fut incorporée à la circonscription de Bellechasse—Etchemins—Montmagny—L'Islet.

## Géographie
En 1987, la circonscription de Bellechasse comprenait:
- Les villes de Lac-Etchemin, L'Islet, Montmagny et Saint-Pamphile
- Les comtés de Bellechasse et Montmagny
- Le comté de L'Islet, excepté Sainte-Louise
- La municipalité de Saint-Roch-des-Aulnaies
- Une partie du comté de Dorchester

## Députés
1. 1867-1870 — Napoléon Casault, Conservateur
2. 1870¹-1875 — Télesphore Fournier, Libéral
3. 1875¹-1878 — Joseph-Godéric Blanchet, Conservateur
4. 1878-1881 — Achille Larue, Libéral
5. 1881¹-1896 — Guillaume Amyot, Conservateur & Nationaliste
6. 1896-1911 — Onésiphore-Ernest Talbot, Libéral
7. 1911-1917 — Joseph-Octave Lavallée, Conservateur
8. 1917-1926 — Charles-Alphonse Fournier, Libéral
9. 1926-1940 — Oscar L. Boulanger, Libéral
10. 1940-1955 — Louis-Philippe Picard, Libéral
11. 1955¹-1958 — Ovide Laflamme, Libéral
12. 1958-1962 — Noël Dorion, Progressiste-conservateur
13. 1962-1963 — Bernard Dumont, Crédit social
14. 1963-1968 — Herman Laverdière, Libéral
15. 1968-1980 — Adrien Lambert, Crédit social
16. 1980-1984 — Alain Garant, Libéral
17. 1984-1993 — Pierre Blais, Progressiste-conservateur
18. 1993-1997 — François Langlois, Bloc québécois

¹ = Élections partielles